# Sultanat von Maguindanao

Flagge des Sultanats von Maguindanao

Das Sultanat von Maguindanao war von 1475 bis 1861 ein mächtiges Sultanat auf der Insel Mindanao im Süden der Philippinen. Es erstreckte sich weit über die Grenzen der heutigen Provinz Maguindanao hinaus.

## Gebietsausdehnung
Neben dem Sultanat von Maguindanao existierten auf den Philippinen weitere Sultanate, von denen neben dem genannten das Sultanat von Sulu und das Sultanat von Buayan die größten waren.
Zu seiner Blütezeit erstreckte sich das Gebiet des Sultanats von der Halbinsel Zamboanga bis zu der Bucht von Sarangani und nach  Davao. Zu dieser Zeit nahm es einen Großteil der Insel Mindanao ein und sein Wirkungsbereich erstreckte sich ebenso auf viele seiner Nachbarinseln. Im 17. Jahrhundert entwickelte sich die Ortschaft Cotabato zur Hauptstadt des Sultanats.

## Sprachen und Bevölkerung
Die Maguindanaon bildeten das Staatsvolk, wichtig waren aber auch die Illanun.
Im Gebiet des Sultanates waren die einheimischen Sprachen Maguindanao, Marano und Manobo vertreten. Daneben haben sich im Laufe der Zeit dort Malaiisch und, als offizielle Sprache, Arabisch verbreitet.

## Geschichte
Shariff Mohammed Kabungsuwan von Johor, ein Mitglied des Königshauses von Malakka, drang Mitte des 15. Jahrhunderts in das Zentralland von Mindanao vor. Hier lebte die Volksgruppe der Maguindanaos. Er heiratete dort eine einheimische Prinzessin und gründete 1475 das Sultanat von Maguindanao. Das Zentrum des Sultanats lag in der Flussebene von Cotabato. Hier begann er, den Islam auf seinem Herrschaftsgebiet zu verbreiten und zu etablieren.
Zum Erfolg der raschen Verbreitung des Islam trug die Tatsache bei, dass die Missionare ihren Glauben mit den Mitteln der Überzeugung und Diplomatie anstatt mit dem Schwert verbreiteten.
Muhammad Dipatuan Qudratullah Nasiruddin, auch bekannt unter dem Namen Qudarat oder Sultan Kudarat, war einer der bedeutendsten Sultane in Mindanao. Während seiner Regierungszeit erreichte das Sultanat seine flächenmäßig größte Ausdehnung und er schaffte es, die Spanier während seiner gesamten Amtszeit erfolgreich aus seinem Einflussgebiet zurückzuschlagen.
Abd al-Rahman, sein Enkel, erweiterte die Macht und den Einfluss des Sultanats, nicht aber dessen Gebiet.
Die Sultanate verteidigten sich über viele Jahrzehnte gegen die spanischen Kolonialansprüche. Dabei schlossen sie sich zeitweise zu Allianzen zusammen, bekämpften sich jedoch auch immer wieder untereinander. So kam es auch zu Bündnissen zwischen den Sultanaten und den Spaniern, wie 1719, als der damalige Sultan von Maguindanao einen Vertrag mit der spanischen Kolonialmacht schloss, der ihm die Unterstützung bei seinem Krieg gegen das Sultanat von Sulu sicherte.
Um 1730 fing die Macht des Sultanats durch interne Uneinigkeiten und Auseinandersetzungen an, schwächer zu werden. Gerade die Schulterschlüsse mit den Spaniern ließen das Sultanat schließlich untergehen.

## Niedergang
Anfang des 19. Jahrhunderts gelang es den Spaniern, die Datus kleinerer Herrschaftsgebiete für sich einzunehmen und so eine stärker werdende Allianz gegen die Sultanate aufzubauen. Ab 1837 erlangte die spanische Kolonialmacht die Herrschaft über das Sultanat von Maguindanao und bis 1861 gelang es ihr, das gesamte Gebiet des heutigen Cotabato einzunehmen. Sultan Kudarat II. überließ Cotabato schließlich den Spaniern und ließ sich hierfür eine jährliche Pensionszahlung von 1000 Peso für sich und 800 Peso für seinen Sohn zusichern.